# Samutgåva

Frimärke utgivet i samutgåva mellan dåvarande Östtyskland och Västtyskland 1990.

En samutgåva kallas en utgåva av frimärken eller helsaker av två eller flera länder för att uppmärksamma samma ämne, händelse eller person som är av intresse för båda länderna. Samutgåvor har typiskt samma utgivningsdag och formgivningen är ofta liknande eller identisk, bortsett från landets namn och valören.